# Werner Munzinger
Werner Munzinger (Olten, 21 de abril de 1832 - Sultanato de Aussa, 14 de noviembre de 1875) fue un administrador colonial y explorador suizo del Cuerno de África.

## Biografía
Estudió ciencias e historia en la Universidad de Berna y realizó cursos de estudios orientales en la Universidad Ludwig-Maximilians de Múnich y en la Sorbona.
En 1852, Munzinger llegó a El Cairo, donde pasó un año mejorando su árabe y luego comerció en el Mar Rojo por cuenta de compañías comerciales francesas. Hasta 1855 actuó como cónsul francés en la ciudad portuaria de Massawa, antes de establecerse en la ciudad eritrea de Keren, donde pasó seis años explorando las tierras de los bogos.
En 1861, se unió a Theodor von Heuglin para explorar el África Central, pero sus caminos se separaron en noviembre. Viajó por los ríos Mareb y Atbara hasta Jartum, la capital sudanesa. En 1862 viajó a la región de Kordofán, pero no pudo llegar a las regiones de Darfur ni de Ouaddaï, como era su intención.
Desde 1856 a 1868, Munzinger residió en Massawa, actuando primero como cónsul británico y luego como cónsul francés. Se casó con una mujer etíope de la provincia de Hamasien y convenció a su gobernador para ceder esta provincia a Francia. Munzinger regresó a Francia y preparó una fuerza expedicionaria en Tolón para trasladarse a Massawa, cuando estalló la guerra franco-prusiana de 1870 y se canceló la operación.
En 1871, el jedive egipcio Ismail Pasha le nombró gobernador de Massawa. Durante 1872 organizó la conquista por los egipcios de la región de los bogos y ocupó la ciudad de Keren, siendo luego nombrado gobernador de esta región. En 1875, Munzinger dirigió un ataque egipcio contra Etiopía, pero sus tropas fueron derrotadas por las del sultanato de Aussa y murió en combate, al igual que el también explorador suizo Gustav Adolf Haggenmacher.

## Obras
Munzinger escribió varias obras de estudios geográficos y etnográficos, como las siguientes:
- Über die Sitten und das Recht der Bogos (1859)
- Ostafrikanische Studien (1864),
- Die deutsche Expedition in Ostafrika (1865)
- Vocabulaire de la langue de Tigré (1865)